# Экономичный размер заказа

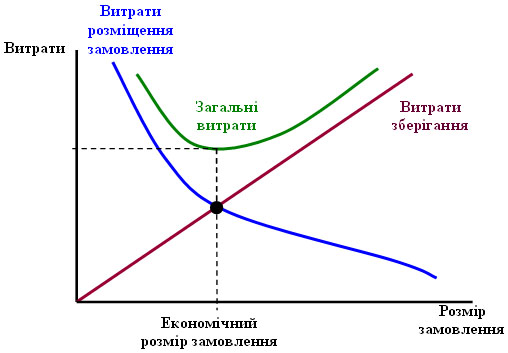
Определение оптимального объема заказа

Экономичный размер заказа (формула Шапыр, EOQ-модель) — модель, определяющая оптимальный объём заказываемого товара, который позволяет минимизировать общие переменные издержки, связанные с заказом и хранением запасов.

## Основные предположения
1. Спрос на продукт известен.
2. Время реализации заказа (поставки) известно и постоянно.
3. Получение товара происходит мгновенно.
4. В модели не учитываются оптовые скидки.
5. Дефицит не допускается.

## Переменные
- Q * — оптимальный размер заказа
- C — издержки размещения заказа
- R — ежегодный (annual) спрос на продукт
- P — издержки на покупку единицы продукта
- F — коэффициент издержек хранения запаса; доля издержек на покупку продукта, который используется в качестве издержек хранения (обычно 10-15 %, хотя при определённых обстоятельствах может устанавливаться на уровне от 0 до 1)
- H — издержки хранения единицы товара в год (H = PF)

## Формула
Рисунок показывает взаимоотношение между кривыми издержек размещения заказа, хранения запаса, кривой общих издержек и оптимальным размером заказа.
Формула оптимального размера заказа для единственного продукта может быть представлена как точка минимума следующей функции издержек:
Общие издержки = издержки на закупку + издержки размещения заказа + издержки хранения,
что соответствует:
{\displaystyle TC(Q)=PR+{\frac {CR}{Q}}+{\frac {PFQ}{2}}}
Продифференцировав обе части уравнения и приравняв выражение к нулю, получим:
{\displaystyle {\frac {dTC(Q)}{dQ}}={\frac {d}{dQ}}\left(PR+{\frac {CR}{Q}}+{\frac {PFQ}{2}}\right)=0}
В результате получим:
{\displaystyle {\frac {PF}{2}}-{\frac {CR}{Q^{2}}}=0}
Решим относительно Q:
{\displaystyle {\frac {PF}{2}}={\frac {CR}{Q^{2}}}}
{\displaystyle Q^{2}={\frac {2CR}{PF}}}
{\displaystyle Q^{*}={\sqrt {\frac {2CR}{PF}}}={\sqrt {\frac {2CR}{H}}}}
Знак (*) означает оптимальный размер заказа.

## Расширения
К модели оптимального размера партии могут применяться некоторые расширения, позволяющие учесть издержки задалживания заказов и многономенклатурные запасы.
Следует отметить, что формула Уилсона изначально разработана для крупных промышленных предприятий. А это означает, что она не может быть применена по своему прямому назначению в современных торговых компаниях. Пробовать использовать данную формулу следует на самых весомых в обороте и стабильных товарах. Весомые товары — это группа A (ABC-анализ), стабильные товары — это группа X (XYZ-анализ).